# Rio Cipó

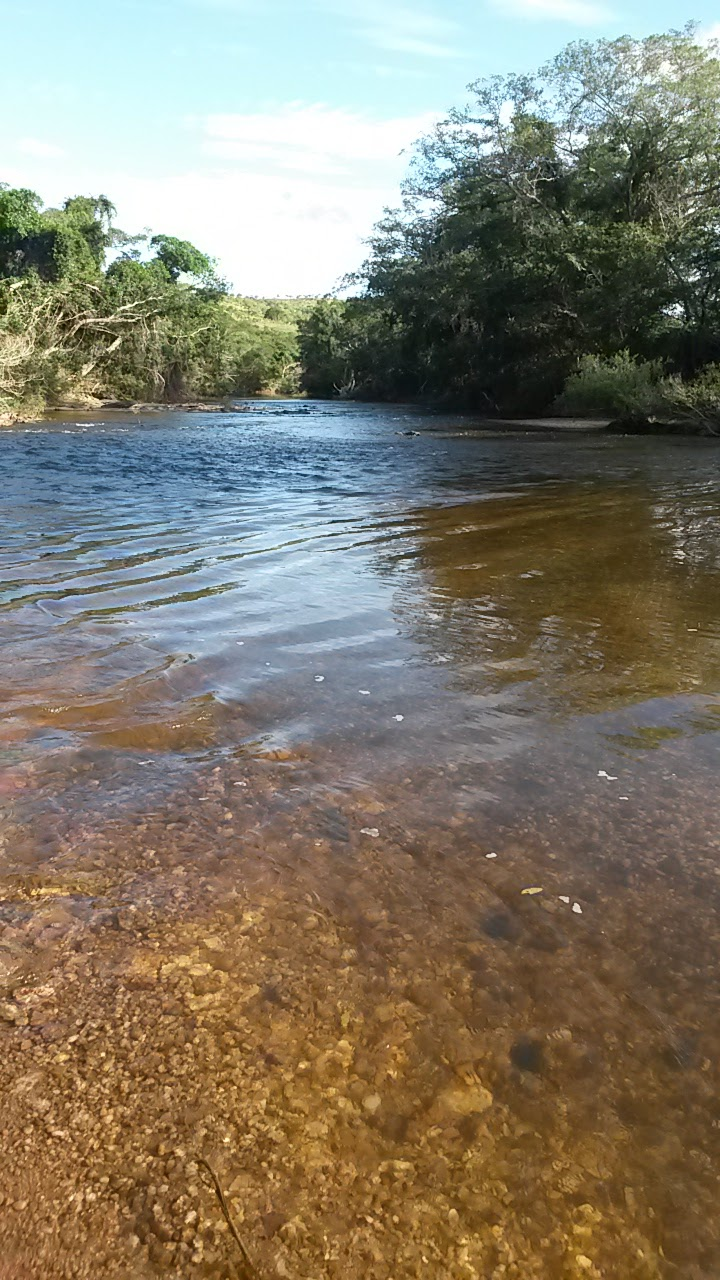
Rio Cipó na divisa dos municípios de Presidente Juscelino e Santana do Pirapama

O rio Cipó é um curso de água do estado de Minas Gerais. Nasce no interior do Parque Nacional da Serra do Cipó, no encontro dos córregos Mascates e Bocaina, tendo caminho paralelo à serra do Cipó até sua foz no rio Paraúna. Banha o distrito da Serra do Cipó, em Santana do Riacho, e Jaboticatubas.
Ao longo de seu curso há dezenas de cachoeiras, corredeiras e piscinas naturais rodeadas por escarpas, que mantêm seu volume de água constante durante quase todo o ano e propiciam banhos em alguns trechos, sendo sua sub-bacia uma das divisoras entre as bacias dos rios São Francisco e Doce. O escoamento das águas superficiais é abundante, originando as cabeceiras dos principais formadores do rio Cipó, que corre para a bacia do rio São Francisco.

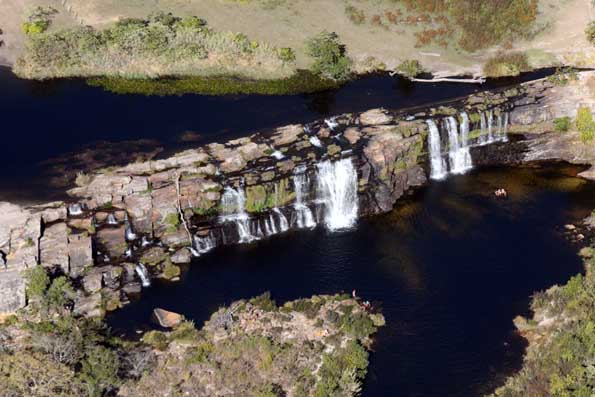
Vista aérea da cachoeira Grande, situada no curso do rio Cipó
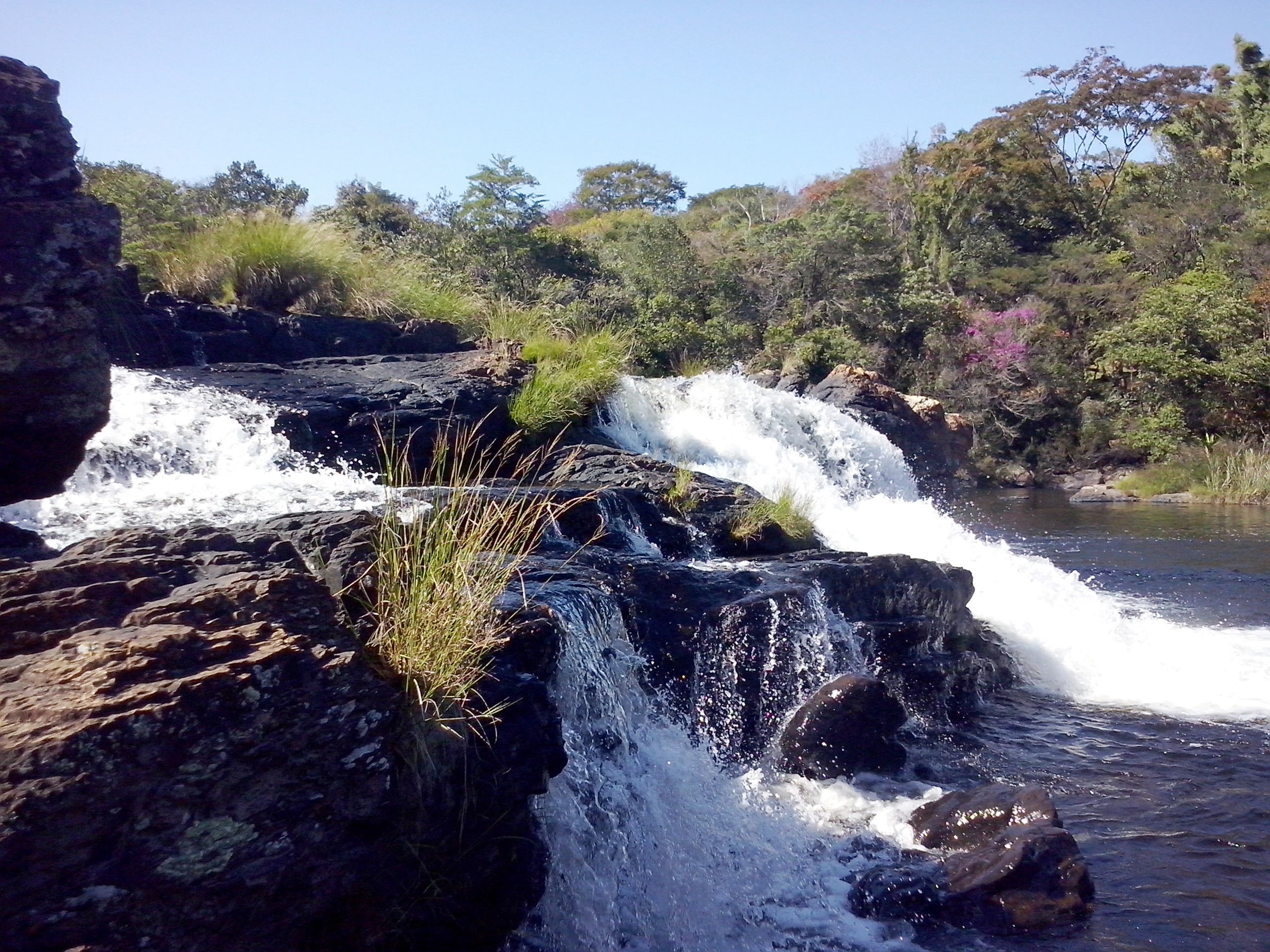
Cachoeira do Tomé, situada no curso do rio
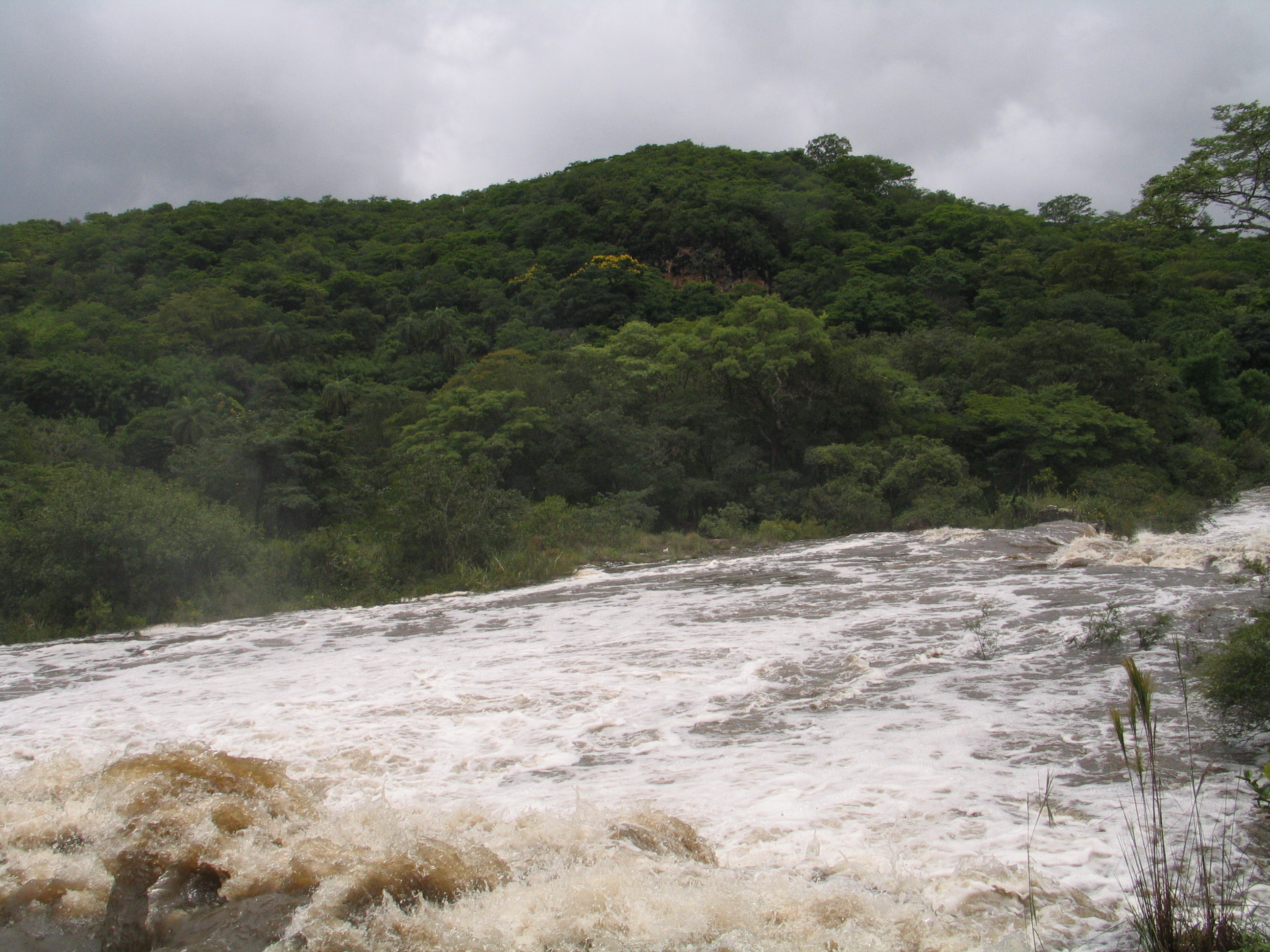
Rio Cipó com grande volume de água, na estação das chuvas